# Estación de autobuses de Cartagena
La Estación de autobuses de Cartagena es una terminal de autobús situada en la avenida Trovero Marín de la ciudad española de Cartagena (Región de Murcia), colindante con la estación de Cartagena AM (tren de ancho métrico) y cercana a la estación de ferrocarril de la ciudad.

## Historia
Hasta el momento de la inauguración el 10 de mayo del año 1995, Cartagena disponía de varias agencias de transportes dispersas y alejadas entre sí, lo que constituía un motivo de molestia para usuarios locales y visitantes. En 1986 se había empezado a tantear con la comunidad autónoma la dotación de una estación de autobús para la ciudad, pero la victoria al año siguiente del candidato cantonal Antonio Vallejo Alberola en las elecciones municipales no fue bien recibida por el Gobierno regional presidido por el socialista Carlos Collado, que paralizó el proyecto.
El socialista José Antonio Alonso Conesa venció en los comicios celebrados en 1991, y consiguió desbloquear la concesión de la estación, cuya construcción fue encargada al arquitecto madrileño Jesús Carballal Fernández, primer premio en el concurso nacional en el que se decidió a quien se otorgaba el encargo. El espacio escogido para la obra fue el de la antigua Fábrica del Gas, y de hecho una de sus chimeneas, con apariencia de faro, ha sido conservada como remate.
Con un coste presupuestario superior a 600 millones de pesetas, la estación consta de una planta baja y varios pisos, además de 37 andenes para vehículos, agencias bancarias, cafetería, cuartos de baño, depósitos de equipajes, escaleras normales y mecánicas, y oficinas.

## Líneas
En esta estación prestan servicio las siguientes líneas de autobúsː

### Urbanas
| Línea | Recorrido                                              | Operador       |
| ----- | ------------------------------------------------------ | -------------- |
| 21    | Cartagena - Los Urrutias (hasta Playa Honda en verano) | ALSA (TUCARSA) |

### Interurbanas
| Línea     | Recorrido                                                                              | Operador       |
| --------- | -------------------------------------------------------------------------------------- | -------------- |
| 41        | Cartagena - Fuente Álamo / Lorca                                                       | ALSA (TUCARSA) |
| 42C       | Cartagena - Roche - La Unión                                                           | ALSA (TUCARSA) |
| 43        | Cartagena - Cabo de Palos - La Manga del Mar Menor                                     | ALSA (TUCARSA) |
| 45        | Cartagena - Torre Pacheco - Roldán - Balsicas                                          | ALSA (TUCARSA) |
| 47        | Cartagena - Los Alcázares - San Javier - Santiago de la Ribera - San Pedro del Pinatar | ALSA (TUCARSA) |
| 411       | Cartagena - Torre Pacheco - Dolores de Pacheco - San Javier - San Pedro del Pinatar    | ALSA (TUCARSA) |
| 30        | Cartagena - Mazarrón                                                                   | ALSA (TUCARSA) |
| MUR-083-1 | Cartagena - Murcia                                                                     | Interbus       |
| MUR-083-1 | Cartagena - Aeropuerto Internacional de la Región de Murcia                            | Interbus       |

### Nacionales
| Línea   | Recorrido                                   | Operador          |
| ------- | ------------------------------------------- | ----------------- |
| VAC-025 | Cartagena - Granada - Sevilla - Cádiz       | ALSA              |
| VAC-055 | Madrid - La Manga del Mar Menor             | ALSA              |
| VAC-133 | Zaragoza - Murcia con hijuelas              | Jiménez Movilidad |
| VAC-213 | Santander - Bilbao - La Manga del Mar Menor | Bilman Bus        |
| VAC-228 | Cartagena - Almería                         | BAM               |
| VAC-250 | Alicante - Cartagena - Murcia               | BAM               |